# 一致 (語法)
在語言學中，一致（Agreement），又稱對協，是指句子或詞組中的某些成分，其形式須要在一些語法範疇上保持一致。
例如，在英語中，they is 是不正確的，因為 they 屬複數，be動詞須要使用複數限定形式（are 或 were），這體現出英語要求主謂一致。許多綜合語都要求名詞及與之相關的成分（例如指示詞、代詞）的格一致。
有些語言其動詞對不止一個论元（Argument）保持一致，其動詞同時對兩個(通常最多四個)不同的論元保持一致，這種現象又稱為多重一致（Polypersonal agreement）。

## 功用
在一些語言裡，因為有了一致性的要求，所以各成分的語序可以改變。例如在斯瓦希里語中，由於名詞有許多個類別，當句子中各名詞分屬不同的類別時，句子就不一定依從原有的SVO詞序，因為主語、賓語等角色能藉著一致性辨認出來。
常見的要求一致性的語法關係，及所要求一致的語法範疇：
- 動詞與形容詞與主語一致：性、數、身
- 名詞與修飾語一致：性、數、格
- 名詞與指代它的代詞：性、數

## 名詞的性、數、格一致
與名詞相關係各種「定語」（如形容詞、指示詞）等以及代名詞，必須在性、數、格上與該名詞保持一致。例如拉丁語陽性名詞vir（男人）、陰性名詞mulier（女人）和形容詞bonus（好）：
- 陽性:單數:主格：vir bonus（好男人）
- 陽性:複數:主格：viri boni（好男人(們)）
- 陽性:單數:與格：viro bono（(給)好男人）
- 陰性:單數:主格：mulier bona（好女人）

又例如，英語名詞雖沒有格變化，也沒有性的語法範疇，但仍有數的區別。指示詞 this/that 如用在複數名詞前面要變為 these/those：
- 單數：this event / this child。複數：these events / these children。
- 單數：that event / this child。複數：those events / those children。

## 主謂一致
主謂一致是指主語和謂語的動詞，必須在數、身兩方面一致，這一般是透過動詞變位來達成的。例如在英語中，除了be動詞之外和情態動詞之外，只有在現在時第三身單數的時候，才會因為主謂一致的要求，而出現動詞形式改變：
|                    | 主語                    | 謂語 |
| ------------------ | ----------------------- | ---- |
| 現在時非第三身單數 | I/You/We/They           | go   |
| 現在時第三身單數   | He/She/It               | goes |
| 過去時             | I/You/We/They/He/She/It | went |

法語的動詞變位情況比較複雜(為方便比較法語和英語，以下把每個法語句子譯成英語)： 
- 直陳式:現在時:3S：Jean parle français. = "John speaks French."
- 直陳式:現在時:3P：Ils parlent français. = "They speak French."
- 直陳式:將來時:3S：Jean parlera français. = "John will speak French."
- 直陳式:將來時:3P：Ils parleront français.  = "They will speak French."